# Широка страна моя родная
«Песня о Родине» («Широка страна моя родная…») — советская патриотическая песня, написанная поэтом Василием Лебедевым-Кумачом и композитором Исааком Дунаевским для фильма «Цирк».

## Текст
| Широка страна моя родная, Много в ней лесов, полей и рек! Я другой такой страны не знаю, Где так вольно дышит человек. От Москвы до самых до окраин, С южных гор до северных морей Человек проходит, как хозяин Необъятной Родины своей. Всюду жизнь и вольно и широко, Точно Волга полная, течёт. Молодым везде у нас дорога, Старикам везде у нас почёт. Широка страна моя родная, Много в ней лесов, полей и рек! Я другой такой страны не знаю, Где так вольно дышит человек. Наши нивы глазом не обшаришь, Не упомнишь наших городов, Наше слово гордое — товарищ — Нам дороже всех красивых слов. С этим словом мы повсюду дома. Нет для нас ни чёрных, ни цвётных. Это слово каждому знакомо, С ним везде находим мы родных. Широка страна моя родная, Много в ней лесов, полей и рек! Я другой такой страны не знаю, Где так вольно дышит человек. Над страной весенний ветер веет. С каждым днем всё радостнее жить, И никто на свете не умеет Лучше нас смеяться и любить. Но сурово брови мы насупим, Если враг захочет нас сломать, Как невесту, Родину мы любим, Бережём, как ласковую мать. Широка страна моя родная, Много в ней лесов, полей и рек! Я другой такой страны не знаю, Где так вольно дышит человек. |

После принятия Конституции 1936 года к песне был дописан новый куплет:
| За столом никто у нас не лишний, По заслугам каждый награжден, Золотыми буквами мы пишем Всенародный Сталинский закон. Этих слов величие и славу Никакие годы не сотрут: Человек всегда имеет право На ученье, отдых и на труд! |

После десталинизации данный куплет перестал публично исполнятся.

## История
Песня была написана Василием Лебедевым-Кумачом и Исааком Дунаевским для фильма «Цирк» (1936). Лебедев-Кумач и Дунаевский писали песню полгода, варьируя мелодию и меняя тексты; окончательный вариант, на котором остановились авторы, имел тридцать шестой номер. Песня сразу стала очень популярной.
С 1939 года первые аккорды песни, исполняемые на вибрафоне, использовались в качестве позывных Всесоюзного радио.
После начала Великой Отечественной войны, когда Черчилль выступил с заявлением о поддержке СССР, «Би-би-си» (не желая исполнять гимн СССР — «Интернационал»), выпустила в эфир песню «Широка страна моя родная».
В начале 1990-х годов некоторые политические деятели[кто?] предлагали сделать эту песню Гимном России. Аналогичные предложения имели место и в 2000 году, когда снова встал вопрос о гимне.
В Музее русских гимнов есть пятнадцать аудиозаписей «Песни о Родине», в том числе на иностранных языках: немецком, венгерском, иврите.

## Использование в кинематографе
Музыкальная тема песни звучит в начале кинофильма «Зефир в шоколаде» в эпизоде возвращения советских солдат после выполнения интернационального долга в Африке. Во время исполнения мелодии офицеры и солдаты передают из рук в руки темнокожего малыша — сына убитого монарха страны (аллюзия на эпизод из фильма «Цирк»).
Кроме того, текст песни звучит в заставке сериала «Игра на выживание» (2020). Его (как стихотворение) произносит шёпотом детский голос.